# Undine Harbor
Der Undine Harbor (auch bekannt in der Schreibweise Undine Harbour) ist eine kleine Bucht an der Südküste und nahe dem westlichen Ende Südgeorgiens. Sie liegt am Kopfende einer Bucht zwischen Kap Parjadin und dem Chaplin Head. Das Bill Inlet, eine kleine Bucht, liegt unmittelbar östlich des Undine Harbor. Südlich liegen die Birdie Rocks.
Diese Bucht entspricht in Verbindung mit weiteren in der Umgebung vermutlich die vom britischen Seefahrer 1823 als Adventure Bay und 1929 von Wissenschaftlern der britischen Discovery Investigations als Discovery Bay benannten Bucht. Die nach dem Schiff Undine der vom Norweger Carl Anton Larsen gegründeten Fischereigesellschaft Compañía Argentina de Pesca vorgenommene Benennung ist seit ungefähr 1912 etabliert.